# Oliva de Mérida
Oliva de Mérida település Spanyolországban, Badajoz tartományban. Oliva de Mérida Alange, La Zarza, Villagonzalo, Guareña, Cristina, Manchita, Don Benito, Valle de la Serena, Higuera de la Serena, Retamal de Llerena, Hornachos, Puebla de la Reina és Palomas községekkel határos. Lakosainak száma 1679 fő (2024).

## Népesség
A település népessége az utóbbi években az alábbiak szerint változott:
| Lakosok száma | 1966 | 1898 | 1871 | 1875 | 1848 | 1795 | 1786 | 1729 | 1710 | 1679 |
|               | 2001 | 2004 | 2006 | 2009 | 2011 | 2014 | 2016 | 2019 | 2021 | 2024 |